# Зовнішня балістика
Зовнішня балістика вивчає поведінку пасивного снаряда в польоті.
Зовнішня балістика часто асоціюється з вогнепальною зброєю, і вивчає вільну фазу польоту кулі після того, як вона виходить із ствола і до того як вона влучить в ціль.
Однак, зовнішня балістика також пов'язана із вільним польотом ракет і іншої метальної зброї, такої як артилерійських снарядів, активних реактивних снарядів, м'ячів, стріл та ін.

## Сили, які діють на снаряд
Під час польоту, основними силами, що діють на снаряд, є гравітація, опір, і якщо присутній, вітер. Гравітація надає снаряду прискорення вниз, змушуючи його відхилятися від польоту по прямій видимості. Опір, або протидія повітря, сповільнює снаряд із силою пропорційною квадрату швидкості. Вітер змушує снаряд відхилятися від своєї траєкторії. Під час польоту, гравітація, опір і вітер мають найбільший вклад у те, як змінюватиметься траєкторія польоту снаряду, і має враховуватися при прогнозування польоту снаряду.
Але крім цих основних факторів, є ряд інших ефектів, таких як вертикальні кути, температура і щільність повітря, гіроскопічний дрейф та ін.
Практичний ефект цих незначних величин, як правило, не має значення для більшості користувачів з вогнепальною зброєю, оскільки нормальна величина розсіювання на коротких і середніх дистанціях переважає за впливом на вогнепальну зброю ніж усі ці фактори.